# Список призёров Олимпийских игр по сноуборду (мужчины)

## Акробатические дисциплины

### Хафпайп

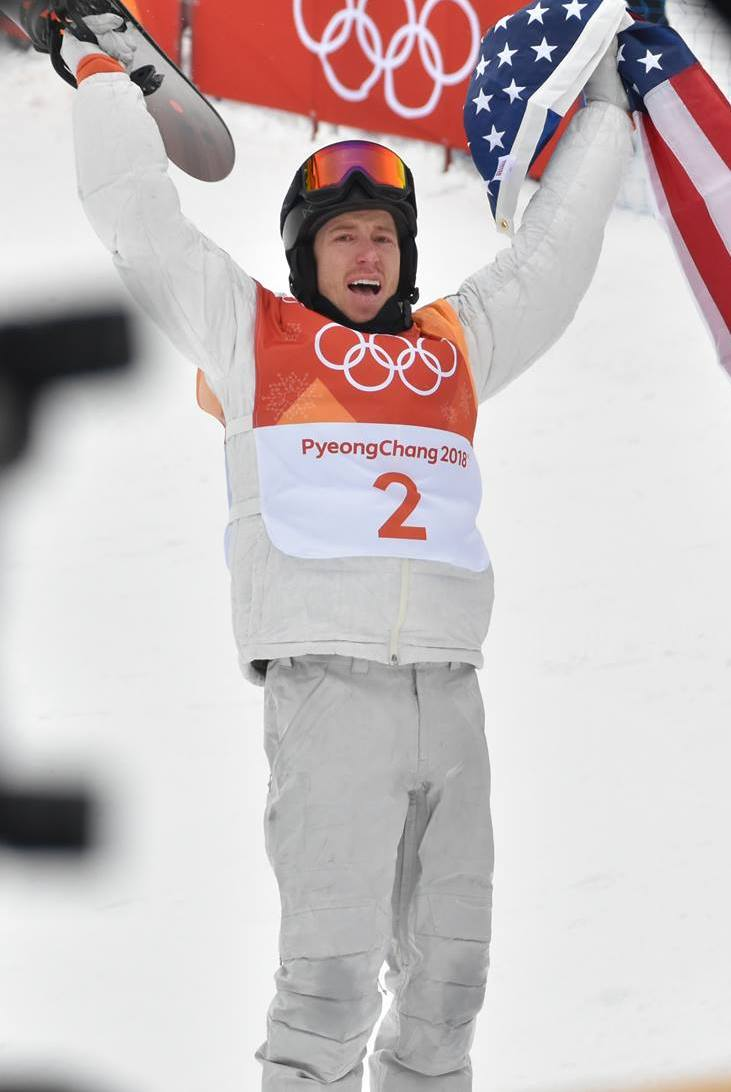
Шон Уайт после своей третьей победы на Олимпийских играх в 2018 году

| Год                               | Золото                     | Серебро                   | Бронза                  |
| --------------------------------- | -------------------------- | ------------------------- | ----------------------- |
| 1998 Нагано см. подробнее         | Джан Симмен Швейцария      | Даниель Франк Норвегия    | Росс Пауэрс США         |
| 2002 Солт-Лейк-Сити см. подробнее | Росс Пауэрс США            | Дэнни Касс США            | Джаррет Томас США       |
| 2006 Турин см. подробнее          | Шон Уайт США               | Дэнни Касс США            | Маркку Коски Финляндия  |
| 2010 Ванкувер см. подробнее       | Шон Уайт США               | Пеэту Пийройнен Финляндия | Скотти Лаго США         |
| 2014 Сочи см. подробнее           | Юрий Подладчиков Швейцария | Аюму Хирано Япония        | Таку Хираока Япония     |
| 2018 Пхёнчхан см. подробнее       | Шон Уайт США               | Аюму Хирано Япония        | Скотти Джеймс Австралия |
| 2022 Пекин см. подробнее          | Аюму Хирано Япония         | Скотти Джеймс Австралия   | Ян Шеррер Швейцария     |

### Слоупстайл
| Год                         | Золото               | Серебро                | Бронза                |
| --------------------------- | -------------------- | ---------------------- | --------------------- |
| 2014 Сочи см. подробнее     | Сейдж Коценбург США  | Столе Сандбек Норвегия | Марк Макморрис Канада |
| 2018 Пхёнчхан см. подробнее | Редмонд Джерард США  | Максанс Парро Канада   | Марк Макморрис Канада |
| 2022 Пекин см. подробнее    | Максанс Парро Канада | Су Имин Китай          | Марк Макморрис Канада |

### Биг-эйр
| Год                         | Золото                 | Серебро                | Бронза                      |
| --------------------------- | ---------------------- | ---------------------- | --------------------------- |
| 2018 Пхёнчхан см. подробнее | Себастьен Тутан Канада | Кайл Мэк США           | Билли Морган Великобритания |
| 2022 Пекин см. подробнее    | Су Имин Китай          | Монс Рёйсланн Норвегия | Максанс Парро Канада        |

## Поворотные дисциплины

### Гигантский слалом
| Год                       | Золото                | Серебро              | Бронза                     |
| ------------------------- | --------------------- | -------------------- | -------------------------- |
| 1998 Нагано см. подробнее | Росс Ребальяти Канада | Томас Пруггер Италия | Уэли Кестенхольц Швейцария |

### Параллельный гигантский слалом

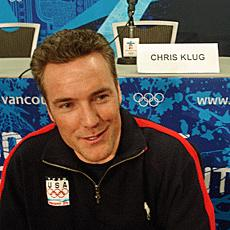
Крис Клаг выиграл бронзу, несмотря на то, что за 1,5 года до Олимпиады-2002 перенёс операцию по пересадке печени

| Год                               | Золото                      | Серебро                    | Бронза                  |
| --------------------------------- | --------------------------- | -------------------------- | ----------------------- |
| 2002 Солт-Лейк-Сити см. подробнее | Филипп Шох Швейцария        | Рихард Рихардссон Швеция   | Крис Клаг США           |
| 2006 Турин см. подробнее          | Филипп Шох Швейцария        | Симон Шох Швейцария        | Зигфрид Грабнер Австрия |
| 2010 Ванкувер см. подробнее       | Джейси-Джей Андерсон Канада | Бенджамин Карл Австрия     | Матьё Боццетто Франция  |
| 2014 Сочи см. подробнее           | Вик Уайлд Россия            | Невин Гальмарини Швейцария | Жан Кошир Словения      |
| 2018 Пхёнчхан см. подробнее       | Невин Гальмарини Швейцария  | Ли Сан Хо Республика Корея | Жан Кошир Словения      |
| 2022 Пекин см. подробнее          | Бенджамин Карл Австрия      | Тим Мастнак Словения       | Вик Уайлд ОКР           |

### Параллельный слалом
| Год                     | Золото           | Серебро            | Бронза                 |
| ----------------------- | ---------------- | ------------------ | ---------------------- |
| 2014 Сочи см. подробнее | Вик Уайлд Россия | Жан Кошир Словения | Бенджамин Карл Австрия |

### Сноуборд-кросс

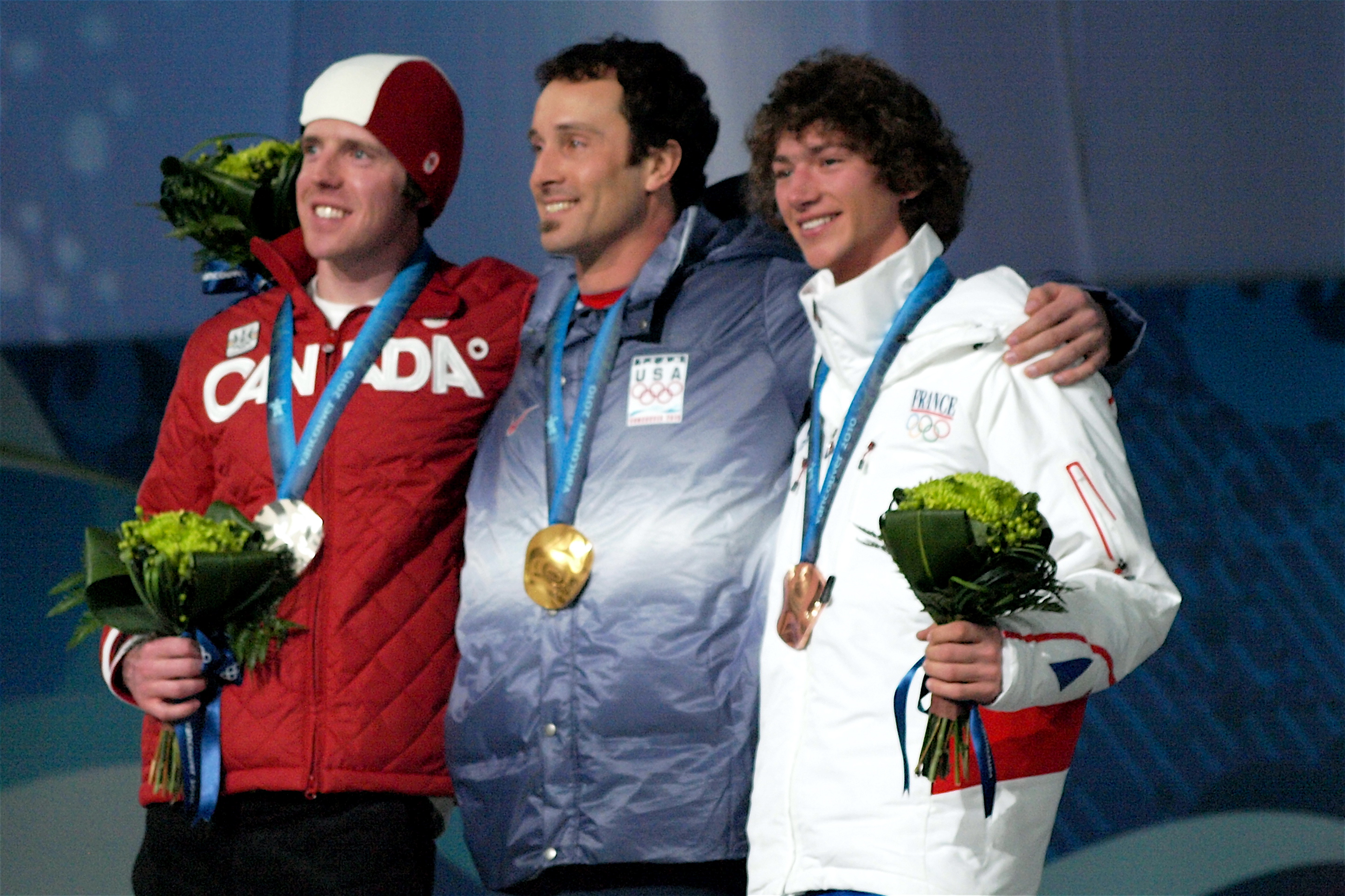
Олимпийский пьедестал в мужском бордеркроссе 2010 (слева направо): Майк Робертсон, Сет Уэскотт, Тони Рамуан

| Год                         | Золото                      | Серебро                 | Бронза                     |
| --------------------------- | --------------------------- | ----------------------- | -------------------------- |
| 2006 Турин см. подробнее    | Сет Уэскотт США             | Радослав Жидек Словакия | Поль-Анри де Ле Рю Франция |
| 2010 Ванкувер см. подробнее | Сет Уэскотт США             | Майк Робертсон Канада   | Тони Рамуан Франция        |
| 2014 Сочи см. подробнее     | Пьер Вольтье Франция        | Николай Олюнин Россия   | Алекс Дейболд США          |
| 2018 Пхёнчхан см. подробнее | Пьер Вольтье Франция        | Джаррид Хьюз Австралия  | Рехино Эрнандес Испания    |
| 2022 Пекин см. подробнее    | Алессандро Хеммерле Австрия | Элиот Гронден Канада    | Омар Визинтин Италия       |